# Padang
Padang je grad i luka na zapadnoj obali otoka Sumatre, Indonezija.
Osnovali su ga Nizozemci početkom 17. stoljeća.
Od znamenitosti posjeduje kulturno sveučilište.

### Ostali projekti
|  | Zajednički poslužitelj ima još gradiva o temi Padang |